# Droga krajowa B83 (Niemcy)
Droga krajowa 83 (niem. Bundesstraße 83, B 83) – niemiecka droga krajowa przebiegająca  z południa na północ od skrzyżowania z drogą B27 w Bebra w Hesji do skrzyżowania z drogą B65 na obwodnicy Bückeburgu w Dolnej Saksonii.